# Универзитет Метрополитан
Универзитет Метрополитан је приватни универзитет са седиштем у Београду, као и додатним центром у Нишу. Основан је 1. октобра 2005. Заснива се на примени и развоју савремених технологија спровођењем основних, мастер и докторских академских студија. Изграђен је по принципима које дефинише Болоњска декларација за европски систем образовања. Први је универзитет у Србији који је увео образовање на даљину.
Чине га Факултет информационих технологија, Факултет за менаџмент, Факултет дигиталних уметности и Факултет за стране језике. У својству независних правних лица, у Београду послују и Факултет за економију, финансије и администрацију и Факултет за примењену екологију. Такође спроводи кратке програме и курсеве у оквиру своје Про академије.

## Историја
У основи Универзитета се налази Факултет информационих технологија. Основан је 2005. године у Београду од стране Драгана Домазета. Од свог оснивања, Факултет се базира на примени Болоњске декларације уз наставни програм дефинисан по препорукама америчких информатичких професионалних удружења IEEE и ACM. Годину дана касније, 2006. године, постаје први факултет у Србији који добија решење Министарства просвете Републике Србије о извођењу наставе на даљину, односно о пуној и равоправној настави преко интернета.
Прве акредитације ФИТ добија 25. новембра 2005. године од стране тадашњег министра просвете Слободана Вуксановића. Факултет информационих технологија у процесу развијања остварује сарадњу са информатичким кућама као што су Oracle, Microsoft и IBM.

## Организација
Универзитет Метрополитан чине факултети у Београду и Нишу:
- Факултет информационих технологија
- Факултет за менаџмент
- Факултет дигиталних уметности
- Факултет за стране језике

У Београду такође послују Факултет за економију, финансије и администрацију и Факултет за примењену екологију у склопу Универзитета Метрополитан са статусом правног лица.

### Факултет информационих технологија
Факултет информационих технологија се базира на савременим информационим технологијама као што су софтверско инжењерство, информациони системи и развој софтвера за рачунарске игре. Кроз дипломске и докторске студије студентима су на располагању безбедност информација и биоинформатика. Основне и докторске академске студије на свим програмима су у трајању од по 3 године уз дипломске академске студије које трају 2 године.

### Факултет за менаџмент
На Факултету за менаџмент студенти се обучавају за менаџмент ИТ система. То подразумева планирање, одржавање и администрирање система кроз примену информационих технологија. Факултет има основне смерове као што су менаџмент ИТ система, маркетинг менаџмент и менаџмент у спорту.

### Факултет дигиталних уметности
Факултет дигиталних уметности у основи има графички дизајн у свој два облика: дизајн интерактивних и штампаних медија. Студентима су на располагању дипломске и докторске студије на смеру дизајн нових медија. Студенти се кроз обуку на софтверским пакетима као што су Adobe Photoshop, MAYA, Adobe Flash, софтверима за веб-дизајн и илустрацију обучавају за самосталан уметнички рад у сфери графичког дизајна.

### Факултет за стране језике
Факултет за стране језике има за циљ да припреми студенте за рад у корпорацијама, установама, владиним и невладиним организацијама и у државним органима на пословима у којима се тражи примена три језика (енглески, немачки и француски) при чему је укључено више предмета струке.

## Достигнућа
- 18. јун 2009: „ЕДУ-Бизнис Партнер 2009", за изразит допринос у едукацији и усавршавању знања и вештина менаџера у региону[5]